# Stephanie Enright
Stephanie Enright, född 15 december 1990 i Ventura, Kalifornien, USA, är en volleybollspelare (vänsterspiker). 
Med Puerto Ricos landslag har hon deltagit i både VM och OS, liksom i nordamerikanska mästerskapet. Hon har spelat med klubbar i Puerto Rico, Japan, Azerbaijzjan, Italien, Turkiet och Frankrike.